# Zuzana Kubáňová
Zuzana Kubáňová (* 9. August 1984 in Pelhřimov als Zuzana Vačková) ist eine tschechische Squashspielerin.

## Karriere
Zuzana Kubáňová spielte von 2015 bis 2017 vereinzelt auf der PSA World Tour und erreichte ihre höchste Platzierung in der Weltrangliste mit Rang 110 im Mai 2017. Mit der tschechischen Nationalmannschaft nahm sie mehrere Male an Europameisterschaften teil. Zudem vertrat sie Tschechien bei den World Games 2017, wo sie in der ersten Runde ausschied. Im Einzel stand sie bei Europameisterschaften sechsmal im Hauptfeld: 2005, 2006 und 2007 kam sie ebenso wenig über die erste Runde hinaus wie auch 2017. Bei den Europameisterschaften 2015 und 2016 erreichte sie das Achtelfinale. 2017 wurde sie tschechische Landesmeisterin.

## Erfolge
- Tschechischer Meister: 2017